# V-1 (bomba voladora)
La bomba V-1, creada y producida por Fieseler, fue el primer misil guiado que se utilizó en la guerra, y es un precursor de los misiles de crucero en la actualidad. 
En alemán se llamaba Vergeltungswaffe 1 (‘arma de represalia 1’). En alemán lo denominaban burlonamente Flak Zielgerät (‘aparato para puntería de la defensa antiaérea’).
La V1 fue desarrollada en Peenemünde (base aérea nazi ubicada en la costa del mar Báltico, a 236 km al norte de Berlín) por la Luftwaffe alemana durante la Segunda Guerra Mundial (1939‑1945). 
Este misil se utilizó entre junio de 1944 y marzo de 1945 contra objetivos como Londres (en el sudeste de Inglaterra) y Amberes (en Bélgica). La bomba V1 era lanzada desde plataformas ubicadas en la zona costera del departamento francés Paso de Calais (Pas-de-Calais) y en las costas de los Países Bajos hasta que las fuerzas aliadas llegaron. Los depósitos subterráneos de V1 que había en las localidades de Saint-Leu-d'Esserent, Nucourt y Rilly La Montange, así como las rampas de lanzamiento, fueron bombardeados durante la Operación Crossbow.

## Diseño y desarrollo

### Propulsión

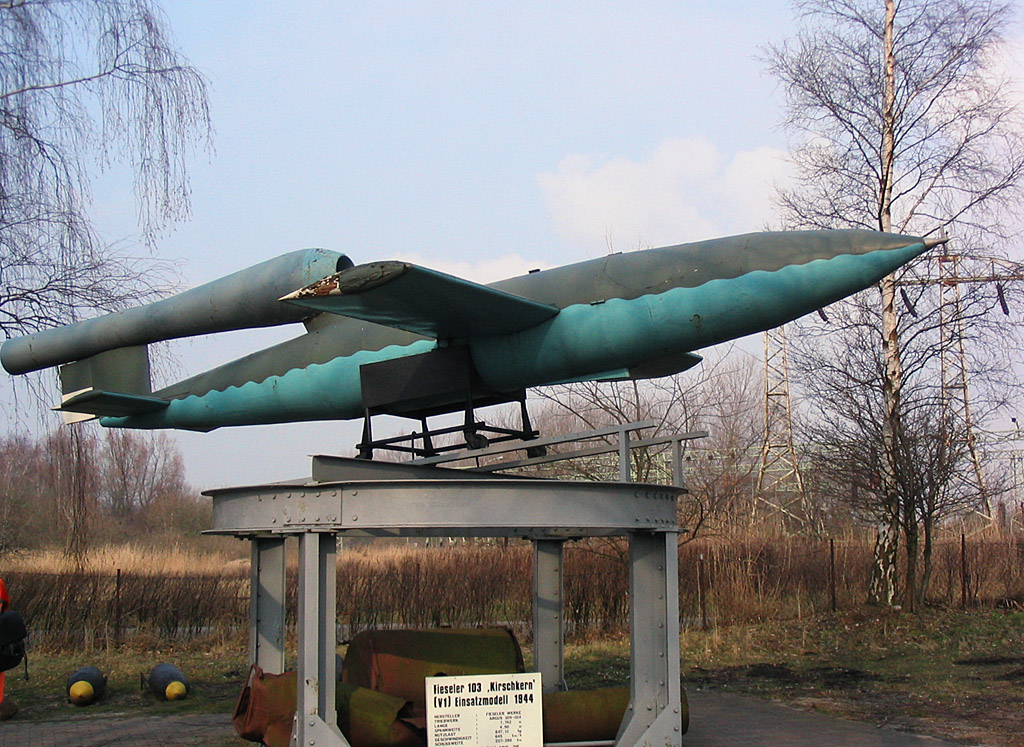
V-1 en el museo de Peenemünde.

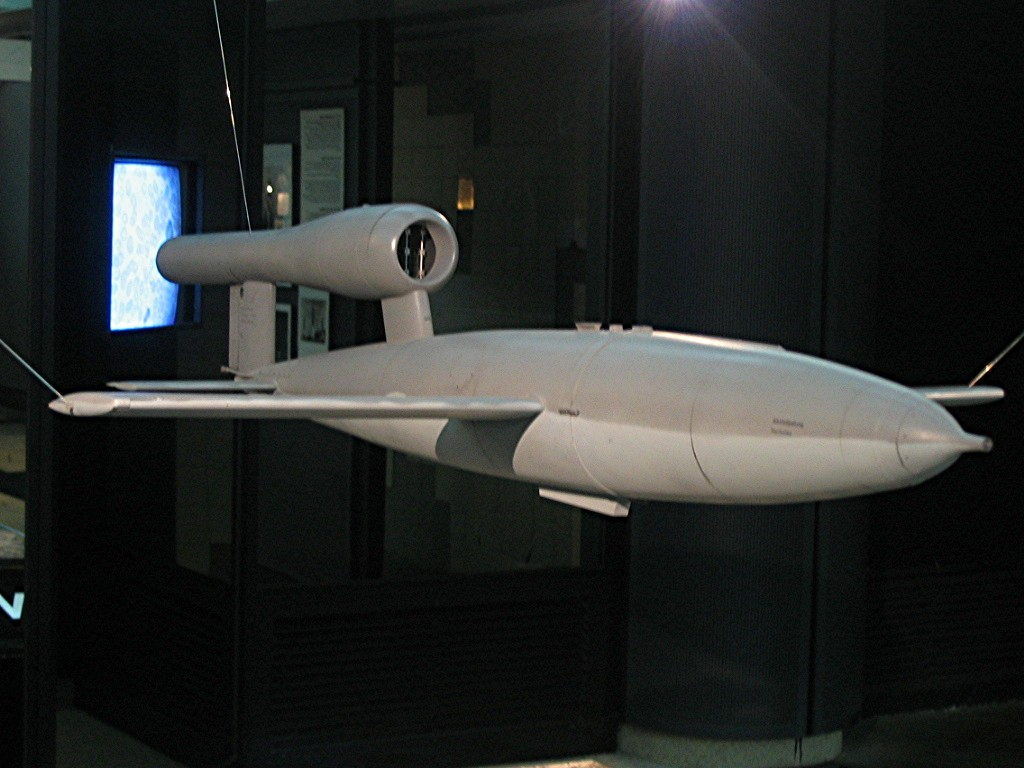
V1 en Paix, Caen.

La V1 fue diseñada por Robert Lusser de la compañía Fieseler y por Fritz Gosslau de la empresa Argus, con un fuselaje construido en su mayoría con hojas de acero soldadas y alas hechas con madera contrachapada. El sencillo reactor de pulso pulsaba 50 veces por segundo, y el característico zumbido le ganó el nombre de "bomba zumbadora" o "doodlebug" (en inglés una serie de insectos australianos del género Armadillidiidae).
El poco empuje del reactor y la alta velocidad de pérdida de las alas imposibilitaba a la V1 para despegar por sí misma, por lo que los alemanes emplearon un sistema de catapulta química o de vapor para acelerar la V1 hasta 320 km/h. También lanzaban la V1 desde el aire usando un bombardero modificado, como el Heinkel He 111.
Es un mito común, y falso, que el reactor de pulso de la V1 requería una velocidad de aire mínima de 240 km/h para su funcionamiento. El pulsorreactor Argus Schmitd de la V1, también conocido como reactor de resonancia, podía operar de forma estacionaria (velocidad de viento cero) debido a la naturaleza de su sistema rotativo para la toma de aire y a la cámara de combustión resonante con ajuste acústico. Filmaciones de archivo de la V1 muestran el escape característico del reactor de pulso funcionando justo antes de activar el sistema de catapulta. El reactor siempre se encendía utilizando primero aire comprimido mientras la nave se encontraba estacionaria en la rampa.
El reactor de pulso de la V1 se probó igualmente en una variedad de naves, incluyendo un bote de ataque experimental conocido como "Tornado", que no tuvo éxito. El prototipo era un bote cargado de explosivos que era dirigido hacia un barco y el piloto podía saltar fuera del bote en el último momento. El "Tornado" se ensambló a partir de cascos remanentes de hidroaviones unidos en configuración de catamarán, con una cabina pequeña para el piloto sobre los soportes transversales. Este prototipo era ruidoso y de bajo rendimiento, y fue abandonado en favor de una nave con un motor de pistones más convencional.

### Sistema guía

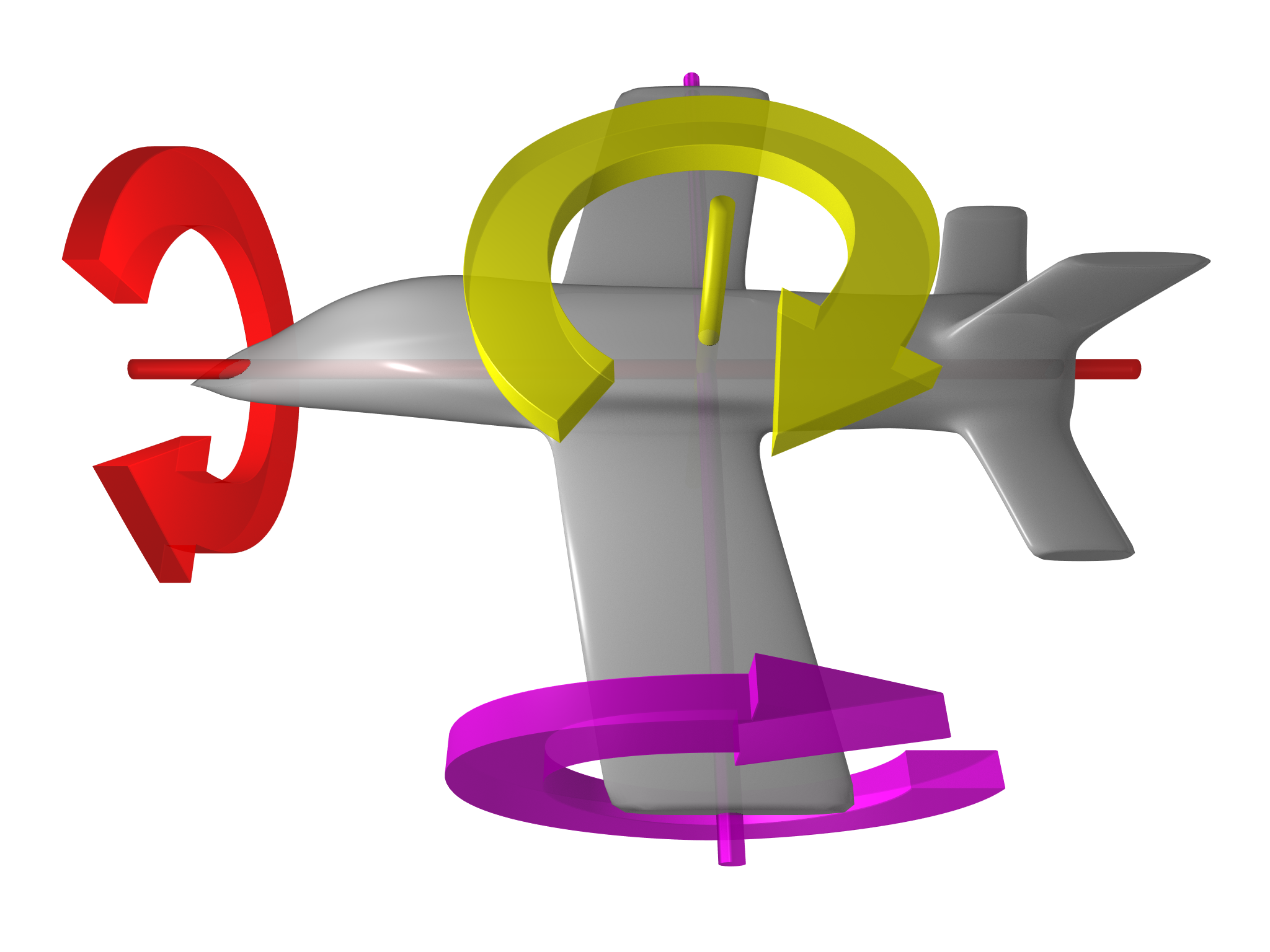
Dinámica de vuelo.

El sistema guía de la V1 utilizaba un simple piloto automático para regular la altitud y la velocidad. Un sistema de péndulo con peso proveía la información sobre la posición horizontal de la V1 al controlador del ángulo de inclinación (véase color amarillo en la imagen) (amortiguado por un compás giromagnético, que a su vez estaba estabilizado). Había otros sensores un poco más sofisticados para el control del ángulo de desviación (véase la indicación morada en la imagen) y para el balanceo (véase color rojo en la imagen). Un compás giromagnético (iniciado en el hangar antes del lanzamiento) brindaba retroalimentación para los controles de la inclinación y del balanceo, el cual estaba colocado en un ángulo alejado del horizonte de modo que controlara la interacción de estos grados de libertad: el giroscopio permanecía nivelado por el campo magnético y por la retroalimentación del péndulo. Gracias a esta interacción, el control del timón era suficiente y no eran necesarios otros mecanismos.
Un cronómetro en retroceso controlado por un anemómetro en el morro del V-1 determinaba con suficiente precisión cuándo se había alcanzado el área del objetivo. Antes del lanzamiento se establecía un valor en el cronómetro que alcanzaría cero cuando la nave arribara al objetivo (siempre y cuando prevalecieran las condiciones del viento). Conforme el misil volaba, la corriente de aire movía la hélice y cada 30 rotaciones descontaba un número en el contador. Ese contador iniciaba el proceso de armado de la cabeza al pasar los 60 km. Cuando el contador llegaba a cero se activaba un solenoide unido a una pequeña guillotina que cortaba la manguera de aire del servo desviando toda la fuerza hacia el elevador trasero, provocando que este se abatiera totalmente y obligando a la V1 a lanzarse hacia tierra. La caída en picado provocaba que el flujo de gasolina cesara y el reactor se apagara. El silencio repentino avisaba a la gente que la bomba explotaría pronto. El problema del flujo de gasolina se reparó y luego la gran mayoría de las bombas cayeron con todo su poder.
Con el contador determinando cuán lejos debía volar el misil, era solo cuestión de lanzar la V1 en la dirección del objetivo, y dejar al piloto automático que se encargara del resto.

## Efectividad

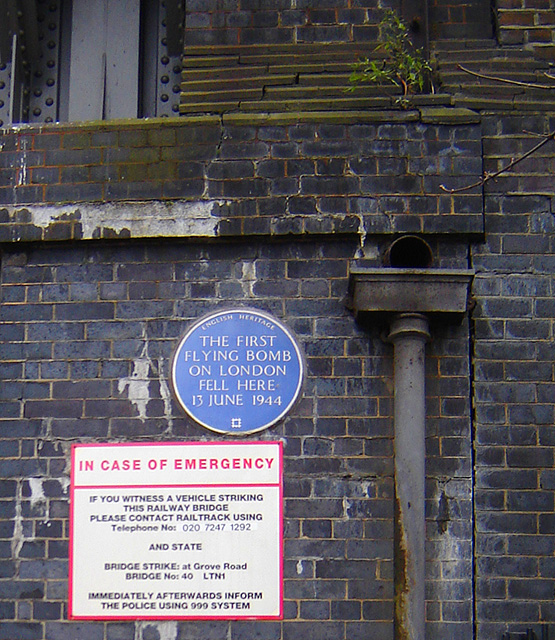
Placa recordatoria del lugar donde cayó la primera V1 sobre Inglaterra.

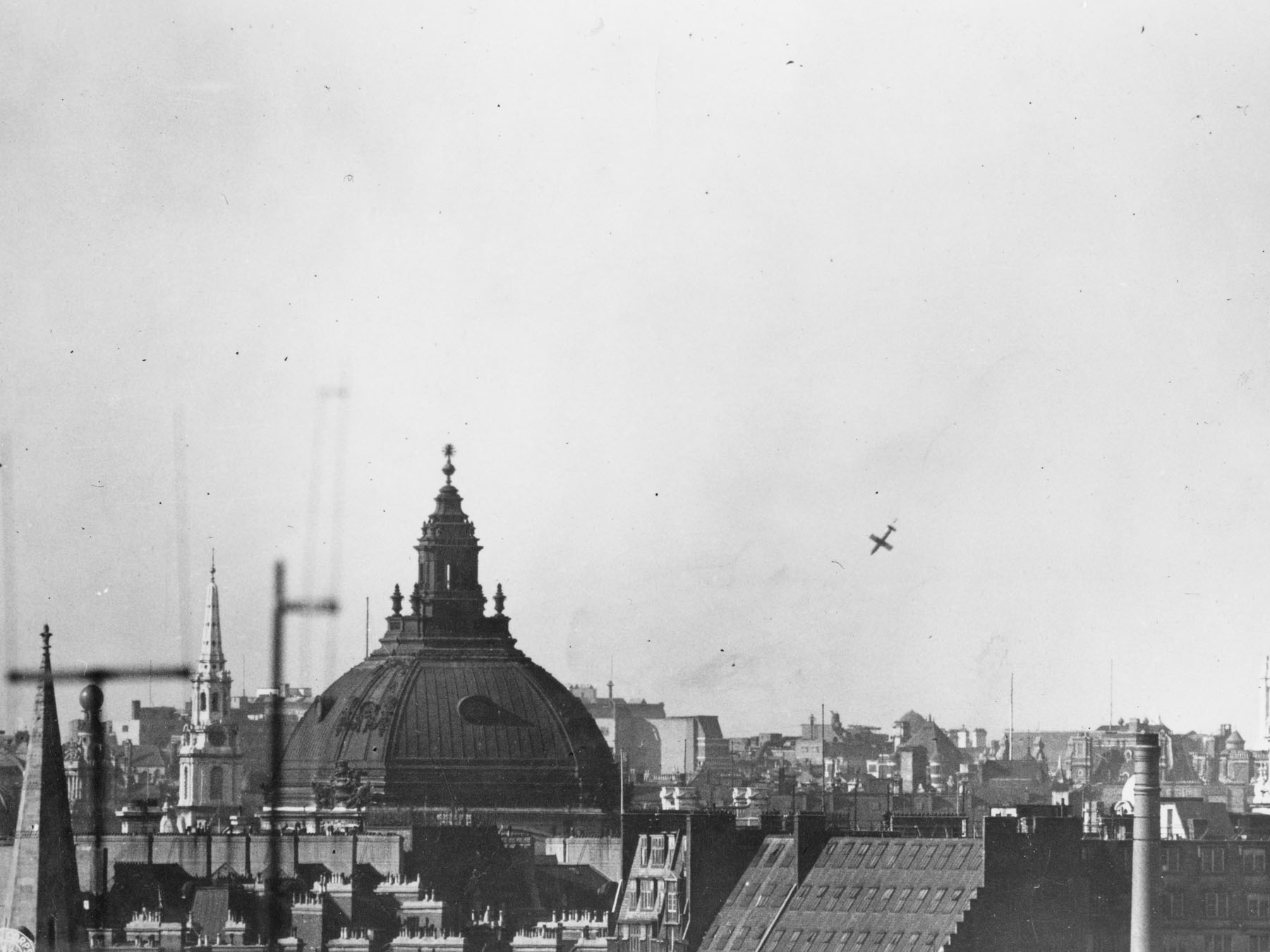
Fieseler Fi 103 Flak Zielgerät 76 (FZG-76) o como se conoce popularmente V-1 cayendo sobre Londres.

El primer vuelo de prueba de la V1 fue a finales de 1941 o principios de 1942 en Peenemünde, pero no fue hasta junio de 1944 que el arma comenzó a utilizarse. La primera de estas cayó sobre Londres el 13 de junio de 1944 cerca del puente del ferrocarril en Grove Road, Mile End. Ocho civiles murieron en la explosión.
Las plataformas de lanzamiento de la V1 podían, en teoría, lanzar 15 bombas por día, aunque este ritmo nunca se alcanzó de forma continuada; el récord de lanzamientos fue de 18 en un día. Solo un cuarto de las bombas lanzadas alcanzaron sus objetivos, debido a una combinación de medidas defensivas (ver contramedidas más abajo), fallos mecánicos y errores del sistema de guiado. En un principio, los objetivos más importantes de las V1 estaban ubicados en Inglaterra; sin embargo, cuando las Fuerzas Aliadas capturaron o destruyeron los principales puntos de lanzamiento de las V1 que apuntaban hacia Inglaterra, forzaron a los alemanes a cambiar hacia objetivos estratégicos ubicados en los Países Bajos, especialmente el puerto de Amberes en Bélgica.
Las primeras versiones experimentales de la V1 eran lanzadas desde el aire y la mayoría de las V1 operacionales fueron lanzadas desde puntos fijos en tierra. Sin embargo, la Fuerza Aérea Alemana lanzó, entre julio de 1944 y enero de 1945, aproximadamente 1.176 misiles desde el aire utilizando Heinkel He 111 H-22 modificados que volaban con el 3.er. escuadrón de bombarderos de la Fuerza Aérea Alemana (conocida como el "Escuadrón Blitz") que voló sobre el Mar del Norte. Investigaciones posteriores a la guerra han estimado que el porcentaje de fallo de las V1 lanzadas desde el aire fue de un 40% y que los He 111 que se utilizaban para el lanzamiento eran extremadamente vulnerables en las operaciones nocturnas debido a que el lanzamiento de las V1 iluminaba toda el área circundante al avión durante varios segundos.
Se construyeron casi 30.000 V1. Aproximadamente 10.000 V1 fueron lanzadas hacia Inglaterra; 2.419 alcanzaron Londres matando cerca de 6.184 personas e hiriendo a 17.981. La ciudad de Croydon, ubicada en el margen sudeste de Londres, recibió la mayoría de las bombas.

## Versión tripulada y otras ideas
Cerca del final de la guerra se construyeron varios V1 tripulados conocidos como Reinchenbergs diseñados para ser lanzados desde el aire, pero nunca fueron utilizados en combate. También existieron planes para usar el bombardero jet Arado Ar 234 para lanzar las V1, ya sea remolcándolas o llevándolas en la parte de arriba del avión, pero estos planes nunca se concretaron.
Otro de los mitos alrededor de la V1, también falso, dice que los errores del sistema de guía fueron resueltos por Hanna Reitsch en un vuelo tripulado de alto riesgo en una V1 modificada. Este mito se hizo popular por la película Operación Crossbow de George Peppard, en la que "Hanna" realiza esta hazaña. En la película también se muestra a los Reinchenbergs siendo catapultados, cuando estas versiones estaban diseñadas para ser lanzadas desde el aire.
Hanna Reitsch realizó varios vuelos, pero estos fueron mucho después, durante la guerra, usando uno de los V1 Fieseler Reichenberg, cuando se le pidió que determinara por qué los pilotos de prueba no podían hacer aterrizar la V1 y morían durante el intento. Hanna descubrió, luego de varias simulaciones de aterrizaje efectuadas a gran altitud, donde había suficiente espacio aéreo para una recuperación, que la velocidad de pérdida como avión era extremadamente alta y los pilotos con poca experiencia en alta velocidad intentaban sus aproximaciones de aterrizaje sumamente despacio. Sus recomendaciones fueron que se entrenara a los nuevos pilotos voluntarios en aterrizajes de alta velocidad.

## Informes de inteligencia

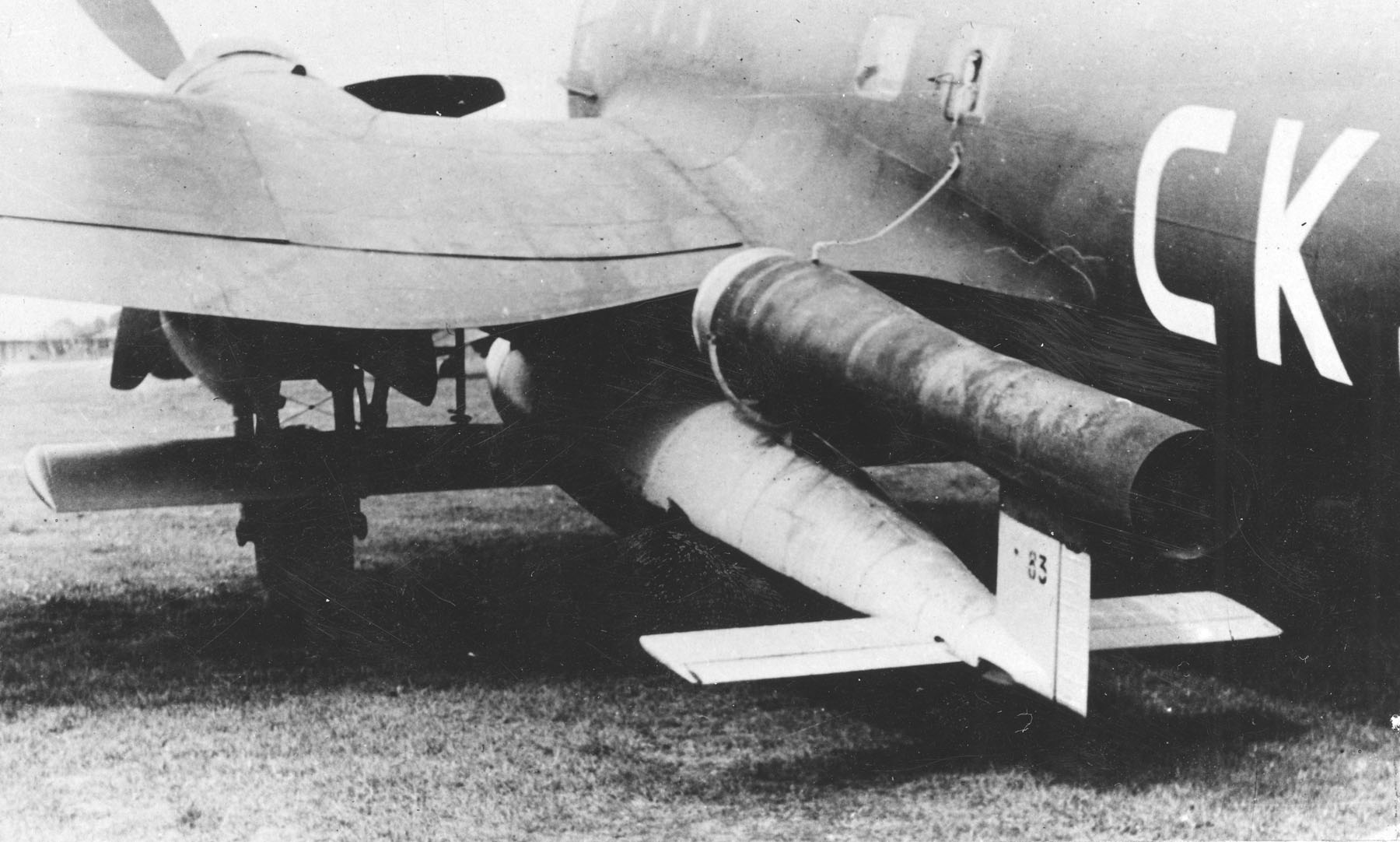
Una V-1 montada debajo de un Heinkel He 111. Se aprecia la conexión al dispositivo de disparo desde la cabina.

El nombre código Flak Zielgerät 76 —"Aparato para puntería de defensa antiaérea"— ayudó a ocultar la naturaleza de la V1. Un poco antes algunas referencias al FZG 6 fueron ligadas al V83: un avión sin piloto (un V1 experimental) que se estrelló en Bornholm en el Báltico y a reportes de agentes sobre una bomba voladora capaz de ser usada contra Inglaterra. Especialmente las operaciones de inteligencia hechas por la resistencia polaca contribuyeron con información sobre la construcción de las V1, incluyendo el emplazamiento de la producción (Peenemünde). En un principio, los científicos eran escépticos acerca de la V1, pues solo habían considerado el uso de combustibles sólidos, que entonces no lograban el alcance requerido de 130 millas (209 km).
Para cuando los científicos alemanes obtuvieron la precisión requerida para utilizar la V1 como arma, la inteligencia británica ya poseía una valoración bien precisa sobre la V1. La inteligencia británica también utilizó el sistema de Doble Cruz para proveer información falsa sobre los impactos de la V1 a Alemania.

## Contramedidas

### Artillería
La defensa británica contra las armas de largo alcance alemanas fue la Operación Crossbow que consistió en medidas ofensivas y defensivas. En términos defensivos, se redistribuyeron armas antiaéreas en varios movimientos: primero a mediados de junio de 1944, armas tomadas de posiciones al norte fueron enviadas hacia la costa sur de Inglaterra, luego se creó un cordón de armas alrededor del estuario del río Támesis para ataques desde el este. En septiembre de 1944, una nueva línea de defensa se formó en las costas de Anglia Oriental, y finalmente en diciembre se habían colocado armas a lo largo de la costa de Lincolnshire-Yorkshire. El movimiento de las armas era requerido por cambios en las rutas de aproximación de las V1 conforme las fuerzas aliadas iban tomando los puntos de lanzamiento durante su avance en Alemania.
En la primera noche de bombardeo sostenido, los artilleros encargados de las armas antiaéreas apostadas alrededor de Croydon estaban jubilosos. De pronto estaban derribando un número sin precedentes de bombarderos; la mayoría de sus blancos ardían en llamas y caían cuando sus motores se apagaban. Hubo una gran desilusión cuando la verdad salió a la luz: pronto los artilleros se dieron cuenta de que estos objetivos pequeños y rápidos eran, de hecho, muy difíciles de acertar. La altitud de crucero de las V1, entre 600 m y 900m, estaba justo por encima del rango de efectividad de las armas antiaéreas ligeras, y justo por debajo de la altura de operación de las armas más pesadas. El rango de altitud y velocidad era mayor que el rango de ataque transversal que las armas británicas estándares QF 3.75 inch AA móviles podían enfrentar, y tuvieron que construirse emplazamientos para armas estáticas de mayor velocidad de ataque transversal con un gran costo.
El desarrollo del radar centimétrico y del control de fuego por radar, basados en el magnetrón de cavidad, así como del detonador de proximidad ayudaron a contrarrestar la velocidad y el tamaño de la V1. En 1944, los Laboratorios Bell iniciaron el envío de un sistema de control de armas con el sistema de predicción Kerrison basado en un computador analógico, justo a tiempo para la invasión de los Aliados a Europa.

### Globos

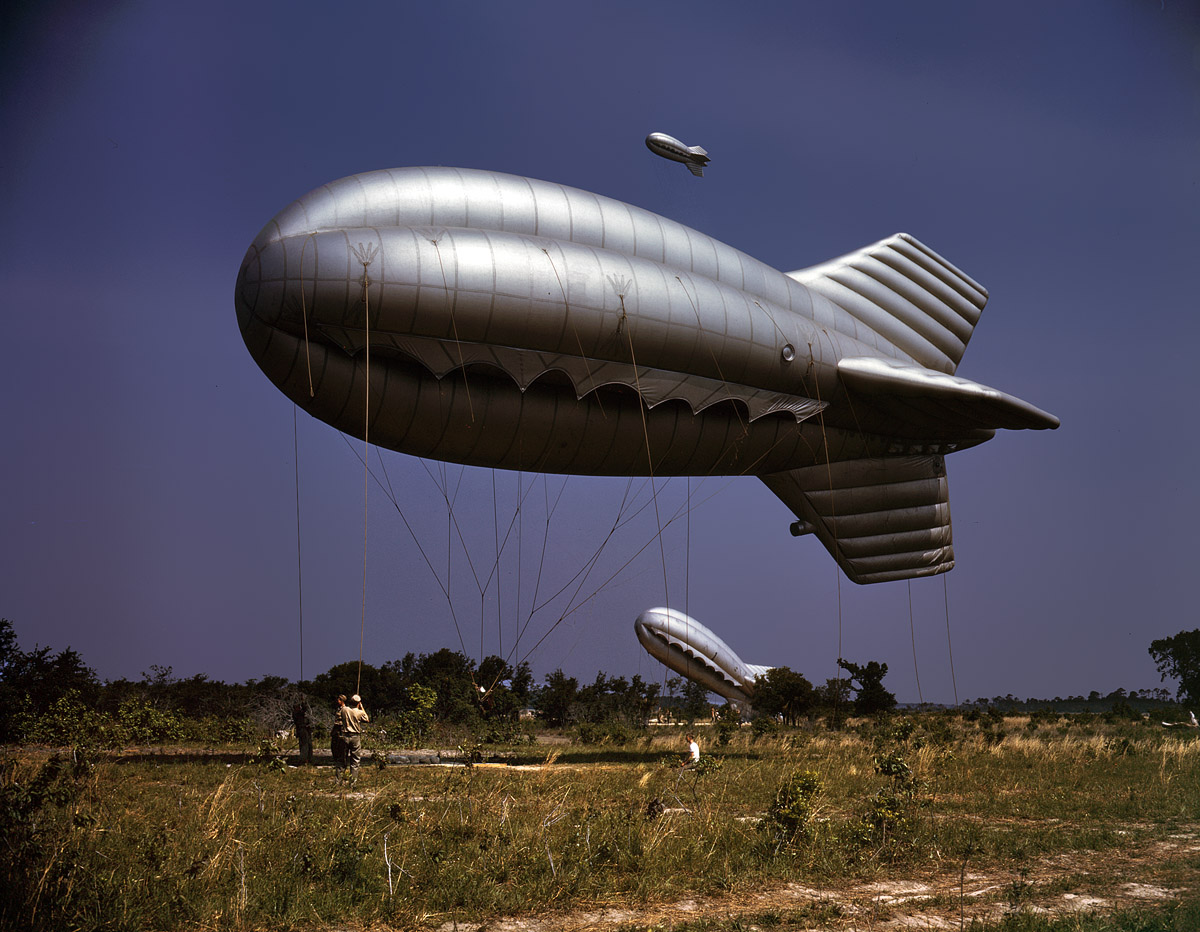
Globos de contención.

Con el tiempo unos 2.000 globos de contención o barrera se desplegaron con la esperanza de destruir las V1 cuando estas chocaran contra los cables de amarre de los globos. Los alemanes reaccionaron adaptando cortadores de cable en los bordes delanteros de las alas de la V1. Se sabe que menos de 300 V1 fueron derribadas por estos globos.

### Aviones

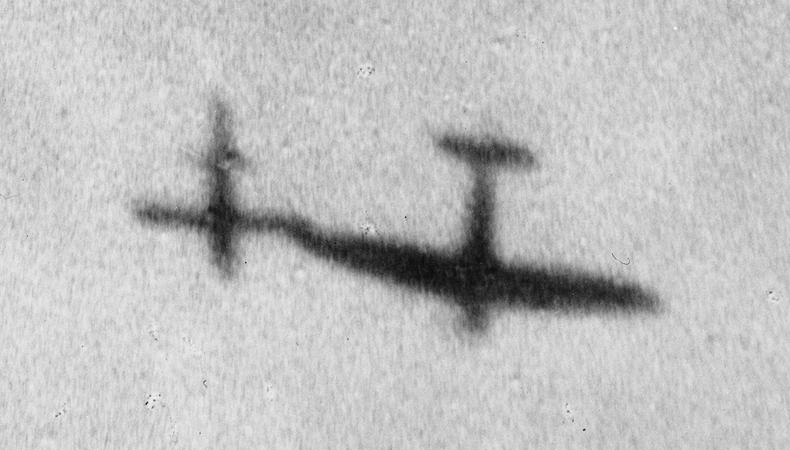
Un Spitfire usando la punta del ala para hacer caer un V1.

Fueron movilizados aviones de ataque para interceptar las V1, pero la mayoría de estos aviones eran muy lentos para alcanzar una V1 y no podían hacerlo a menos que volaran más alto que ésta, ya que de esta forma podían ganar velocidad bajando en picado (una versión posterior del P-47 Thunderbolt, construido por Republic Aviation, fue despojado de todo el peso no esencial y se le instaló un motor más potente para cumplir esta función). La primera vez que se logró interceptar una V1 fue en la noche del 14 de junio de 1944, por el F/L JG Musgrave del 605° escuadrón de la RAF.
Las balas de las ametralladoras tenían poco efecto sobre la estructura de metal de la V1 y no se podía detonar la cabeza explosiva con el cañón del avión, pues la explosión podía destruir al mismo avión. La V1 también carecía de los puntos vulnerables de los aviones convencionales: piloto, soporte de vida y un motor complejo. Herir al piloto, acertar en el sistema de oxígeno o dañar el complejo motor de un avión tripulado con una bala o incluso con una esquirla, era suficiente para destruir su capacidad de ataque. Pero en las V1 esto no existía. Incluso el pulsorreactor Argus, aún dañado, daba suficiente empuje para el vuelo. El único punto vulnerable del reactor Argus era el sistema de válvulas al frente del motor; en el resto de la V1 solo existían dos puntos vulnerables: los detonadores de la bomba y la línea del combustible. Tres pequeños objetivos encerrados dentro del fuselaje. Un disparo directo en la cabeza del misil o una explosión muy próxima procedente de las defensas antiaéreas eran las formas más efectivas de destruir las V1 mediante armas de fuego.
Cuando se inició el ataque de las V1 a mediados de junio de 1944, había menos de 30 aviones Tempest, el único avión suficientemente veloz a baja altura para interceptar una V1. Este avión estaba asignado al 150° Ala de la RAF. Los primeros intentos de interceptar un V-1 fallaron a menudo, pero pronto se encontraron técnicas mejoradas, como por ejemplo utilizar el flujo de aire sobre las alas del interceptor para elevar una de las alas de la V1, lo que se lograba deslizando la punta del ala del avión unos 15 cm hacia dentro bajo la superficie inferior del ala de la V1. Si la maniobra se realizaba correctamente, podía voltear el ala de la V1 hacia arriba y desestabilizar los giroscopios, enviando al V-1 en vuelo en picado sin control. Al menos tres V1 fueron destruidas mediante este temerario procedimiento.
El Ala de los Tempest creció hasta más de 300 aviones para septiembre; los P-51 Mustang y los Spitfire XIV fueron mejorados para hacerlos suficientemente veloces. Durante las cortas noches de verano, los Tempest compartían las jornadas de defensa con los de Havilland Mosquito. No había necesidad de radar, por la noche los reactores de las V1 podían oírse a más de 15 km de distancia, y el escape del reactor podía verse desde lejos. El comandante del escuadrón Roland Beamont tenía los cañones de 20 mm de su Tempest ajustados a 275 m, es decir, para que la línea de disparo de los cañones izquierdos se intersecara con la línea de disparo de los cañones derechos a 275 m. Este ajuste tuvo tanto éxito que el resto de las naves del Ala fueron modificadas de igual forma.
Durante el día, la persecución de las V1 era caótica y casi siempre infructuosa, hasta que se declaró una zona especial de defensa entre Londres y la costa, en la que solo los aviones más rápidos eran permitidos. Entre junio y 5 de septiembre de 1944, un puñado de Tempest de la 150° Ala de la RAF derribaron 638 V1, de estas el 3.er escuadrón RAF se atribuye 305. Uno de los pilotos de Tempest, el líder del 501° Escuadrón RAF Joseph Berry derribó 59, y el comandante del Ala Roland Beamont destruyó 31.
Después del Tempest, los aviones con mayor éxito derribando V1 fueron el de Havilland Mosquito (428), el Spitfire XIV (303) y el Mustang (232). El resto de los tipos de avión combinados suman un total de 158. También participó el Gloster Meteor, un avión propulsado por motores a reacción, que fue comisionado antes de estar totalmente operativo; fue asignado al 616° Escuadrón de la RAF y solo pudo derribar 13 V1 a pesar de que era veloz, pero sus cañones tendían a trabarse. Estas fueron las primeras batallas entre dos aviones propulsados por jet de la historia. Sin embargo las primeras batallas entre dos jet tripulados no ocurrieron sino hasta el otoño de 1950 durante la guerra de Corea.
A finales de 1944 un bombardero Vickers Wellington equipado con radar fue ocupado por la Unidad de Caza de Intercepción de la RAF en lo que podría describirse como un avión  Airborne Early Warning and Control. Operaba a una altitud de 1300 metros sobre el mar del Norte para dirigir a los de Havilland Mosquito a interceptar los He 111s que volaban desde bases holandesas para lanzar las V-1.
A mitad de 1944, la amenaza de las V1 disminuyó drásticamente gracias a la asistencia de dos componentes electrónicos solicitados por el comando de la artillería antiaérea para instalar en su armamento: un sistema automático para dirigir y apuntar las armas basado en radar (utilizando el radar SCR-584 junto con otros radares); y el detonador por proximidad. Ambos fueron desarrollados en los Estados Unidos de América por el laboratorio de Radiación del Instituto de Tecnología de Massachusetts, con base en el magnetrón, un invento de los británicos John Randall y Harry Boot, quienes lo entregaron sin ningún costo a los estadounidenses.
La ayuda electrónica llegó a partir de junio de 1944, justo cuando el armamento llegaba a sus posiciones de tiro en la costa. En la primera semana de la artillería en la costa se derribó el 17% de las bombas que entraron por el "cinturón de armas". Para el 23 de agosto este porcentaje había subido hasta el 60%, llegando al 74% en la última semana de ese mes y hubo un día en que se llegó al 82%. La relación de acierto mejoró de una V1 destruida por cada 2.500 cargas disparadas en un inicio, a una V1 por cada 100 cargas. Sin embargo, esto todavía no acabó con el problema, que fue finalmente resuelto con la toma de los lugares de lanzamiento por parte de los ejércitos aliados.

## Fin de los ataques V-1
En septiembre de 1944 terminó para Inglaterra la amenaza de las V1, cuando todos los sitios de lanzamiento fueron tomados. En total, se destruyeron 4.261 V1 entre aviones, artillería antiaérea y los globos de contención.
La última acción contra suelo británico de cualquier tipo ocurrió el 29 de marzo de 1945, cuando una  V-1 golpeó Datchworth en Hertfordshire.

## Valoración
A principios de diciembre de 1944, el general estadounidense Clayton Bissell escribió un informe en el que argumentaba fuertemente a favor de las V1 comparándolas con los bombarderos convencionales.
La siguiente es la tabla que él presentó:
|                             | Bombardeo | V-1       |
| 1. Costo para Alemania      |           |           |
| Salidas                     | 90.000    | 8.025     |
| Peso de las bombas tons     | 61.149    | 14.600    |
| Combustible consumido tons  | 71.700    | 4.681     |
| Aviones perdidos            | 3.075     | 0         |
| Hombres perdidos            | 7.690     | 0         |
| 2. Resultados               |           |           |
| Casas dañadas/destruidas    | 1.150.000 | 1.127.000 |
| Pérdidas humanas            | 92.566    | 22.892    |
| Relación muertes/ton bombas | 1,6       | 1,6       |
| 3. Fuerza aérea aliada      |           |           |
| Salidas                     | 86.800    | 44.770    |
| Aviones perdidos            | 1.260     | 351       |
| Hombres perdidos            | 805       | 2.233     |

## Operadores
- Luftwaffe

## Versión japonesa
En 1943, un reactor de pulso Argus fue enviado al Japón en un submarino alemán. El Instituto de Aeronáutica de la Universidad Imperial de Tokio y la compañía Aviones Kawanishi realizaron un estudio conjunto para determinar las posibilidades de montar un motor similar en un avión tripulado. El diseño resultante se basó en el Fieseler Fi-103 Reichenberg (Fi 103r, una V1 pilotada) y fue llamado Kawanishi Baika (en japonés albaricoque en flor).

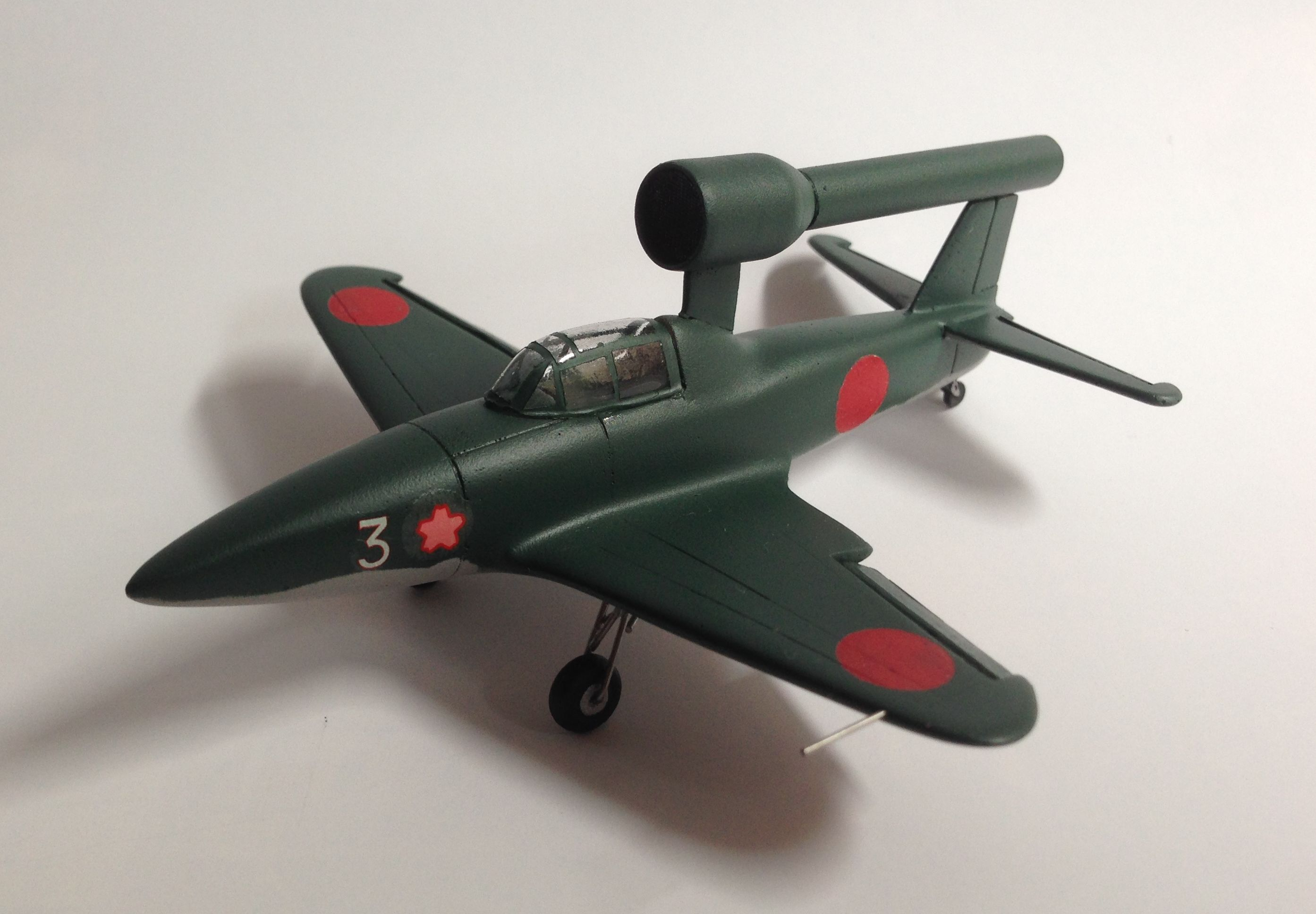
Modelo a escala de un Kawanishi Baika I.

Baika nunca salió del estado de diseño, pero sus esquemas técnicos y notas sugieren que hubo dos versiones en consideración: una versión lanzada desde el aire, que tenía el motor bajo el fuselaje, y una versión que podía despegar desde tierra sin rampa.
Los informes de inteligencia indicaron la existencia de rumores de que el nuevo "Baika" era el origen del nombre que se dio al Yokosuka MXY-7, un avión suicida propulsado por un cohete. El MXY-7 designa oficialmente el "Ohka". El MXY-7 era normalmente transportado por el G4M2e, una versión del bombardero naval Mitsubishi G4M. En el momento indicado el piloto encendía los cohetes de combustible sólido y dirigía su aeronave-bomba hacia algún barco. Los "Ohka" también se utilizaron contra los bombarderos estadounidenses durante los ataques de los B-29 con bombas incendiarias contra las ciudades japonesas.
Otra versión japonesa de un Fi 103 fue el Misumo Shinryu, un avión Kamikaze propulsado con cohetes, pero nunca se construyó.

## Postguerra

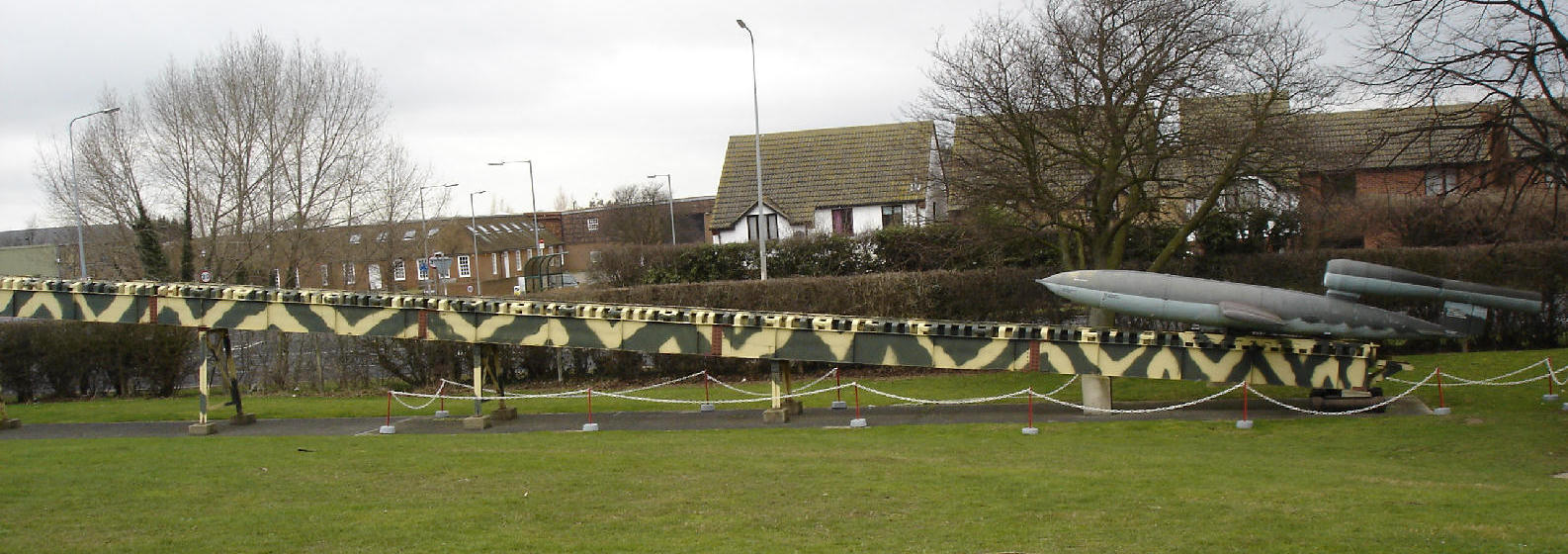
Recreación de la V1 en la rampa de lanzamiento en el Museo Imperial de la Guerra, Duxford.

Después de la guerra, las fuerzas armadas de Francia, la Unión Soviética y los Estados Unidos efectuaron experimentos con la V1.
Francia
Los franceses copiaron las V1 para utilizarlas como blancos. Se les dio el nombre de CT-10, eran más pequeñas que las V1 y tenían estabilizadores de superficie de cola gemelos. El CT-10 podía ser lanzado desde tierra utilizando un cohete, o desde un avión. Algunos CT-10 fueron vendidos al Reino Unido, Italia, Suecia y a los Estados Unidos.
Unión Soviética
La Unión Soviética capturó algunas V1 cuando el Ejército Rojo tomó las zonas de prueba en Blizna, Polonia. En un principio la copia soviética de la V1 se llamó 10kh (10Х) y posteriormente se denominó Izdeliye 10. Los primeros ensayos comenzaron en marzo de 1945, en una zona de pruebas en Taskent. Posteriormente se realizaron lanzamientos desde emplazamientos en tierra y desde aviones con versiones mejoradas. Estas pruebas continuaron hasta finales de la década de 1940. La inexactitud del sistema de guía, comparado con otros métodos, tales como la guía de haz y guía TV, hizo que el desarrollo se detuviera al principio de 1950. Los soviéticos también trabajaron en un avión de ataque tripulado propulsado por el Argus reactor de pulso de la V1, que se inició como un proyecto alemán, el Junkers EF 126 Lilli. El desarrollo de Lilli terminó en 1946, tras un choque en que murió el piloto de pruebas.
Del 10Kh se hicieron diferentes variantes y mejoras, entre ellas:
10Kh
10Kh Izdeliye 30
10KhN
14Kh
14KhK1
15Kh
16Kh
17Kh
18Kh
Bomba planeadora
Estados Unidos

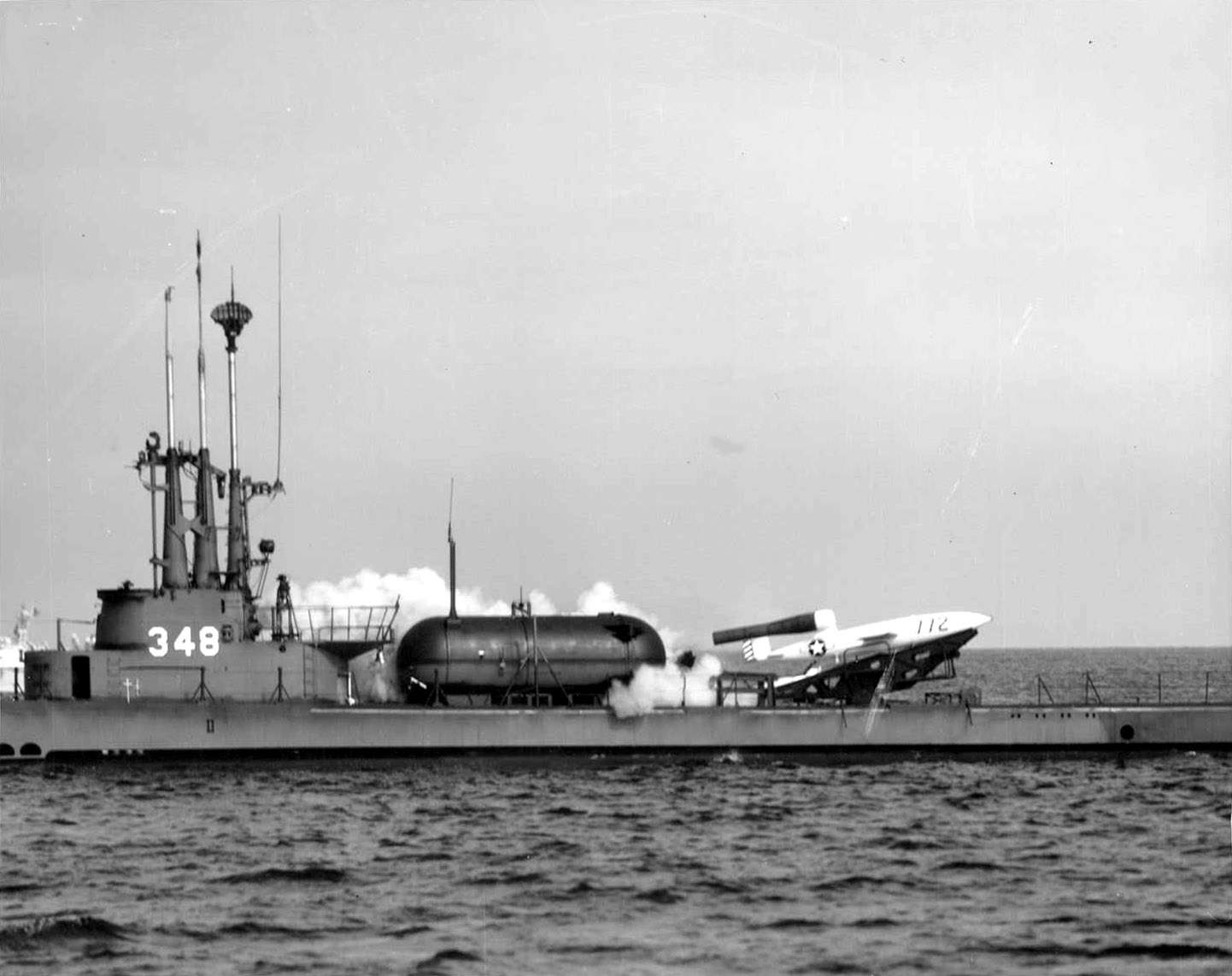
Un KGW-1 siendo lanzado desde el submarino USS Cusk en 1951.

La Marina de los Estados Unidos llevó a cabo experimentos para montar las V1 en submarinos, y recibieron el nombre de KGW-1 Loon, que eran una adaptación del Republic-Ford JB-2 desarrollado por la Armada de los Estados Unidos. El JB-2 fue construido por Republic Aviation Corporation (el fuselaje y el marco) y por Motores Ford, utilizando ingeniería inversa sobre los restos de una V-1 encontrada en Inglaterra. Los primeros vuelos de prueba se efectuaron menos de cuatro meses después del primer ataque de las V1.
Mientras que los primeros vuelos de prueba de la versión naval KGW-1 tuvieron lugar en la Base de la Fuerza Aérea en Eglin (Florida) y en el Campo Wendover de la Armada Aérea (Utah), también se realizaban pruebas de lanzamiento a pocos cientos de metros del cobertizo en el que se habían desarrollado los métodos de entrega de la bomba atómica como parte del Proyecto Alberta. El JB-2 se había diseñado como arma para ser utilizada en la Operación Downfall, que era la intención de los Estados Unidos en una posible invasión al Japón que finalmente no tendría lugar. Después de la guerra, las pruebas en Wendover continuaron, e incluso se hicieron comparaciones entre la V-1 original y la copia estadounidense. Más tarde se hicieron diseños preliminares para instalar una pequeña cabeza nuclear en el JB-2, pero este paso nunca se llevó a cabo. Durante la guerra de Corea, los Estados Unidos consideraron en alguna ocasión el uso del JB-2 contra objetivos norcoreanos.

## Supervivientes

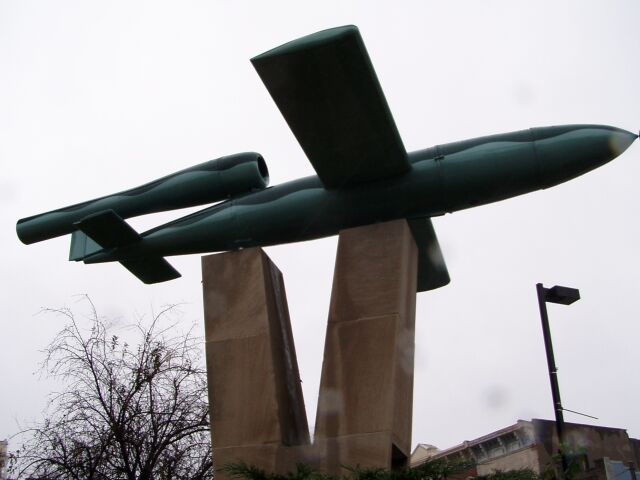
War Memorial en Greencastle, Indiana.

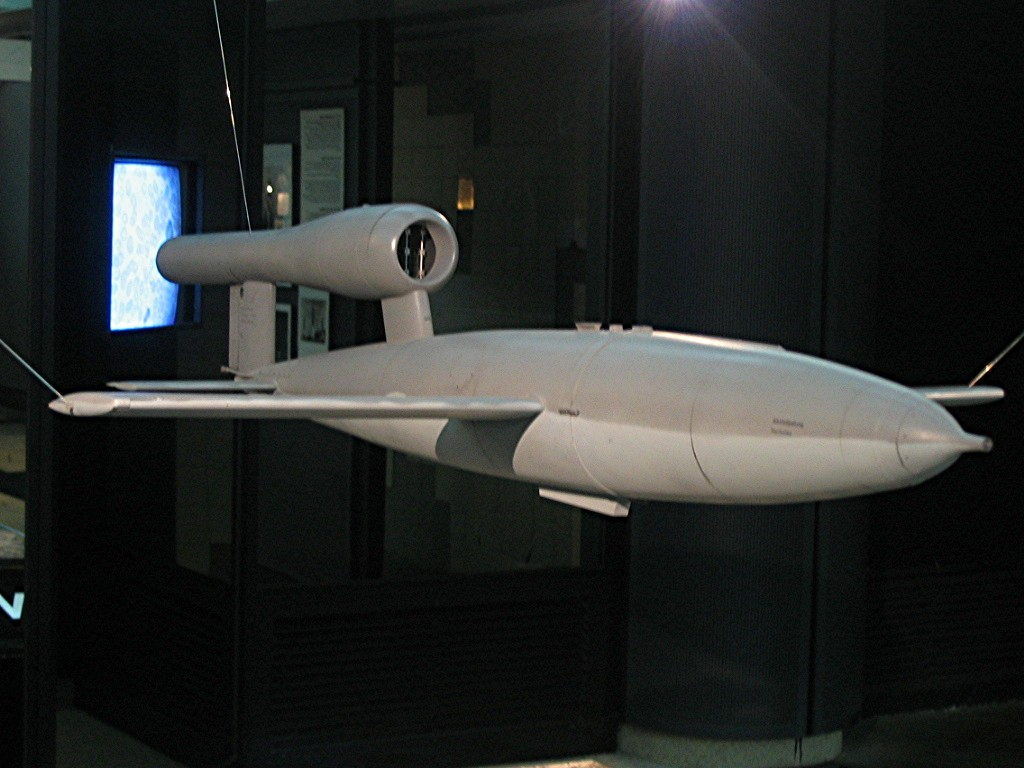
Un JB-2 está en exhibición en el Museo Nacional de la Fuerza Aérea de Estados Unidos en Dayton, Ohio. Fue donado por Continental Motors Corporation en 1957. El misil está pintado como una V1 alemana.
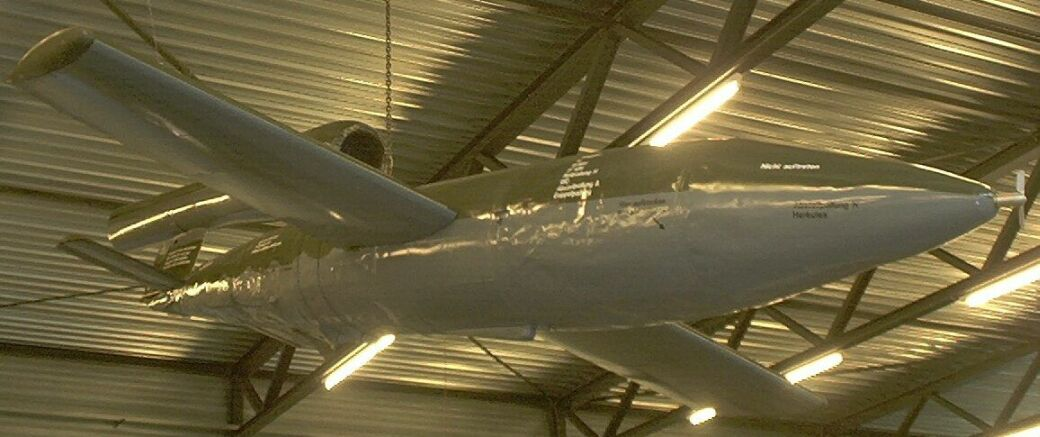
La Fi-103, número serial 442795, se exhibe en el Science Museum de Londres. Fue donada al Museo en 1945 por la oficina de Guerra.
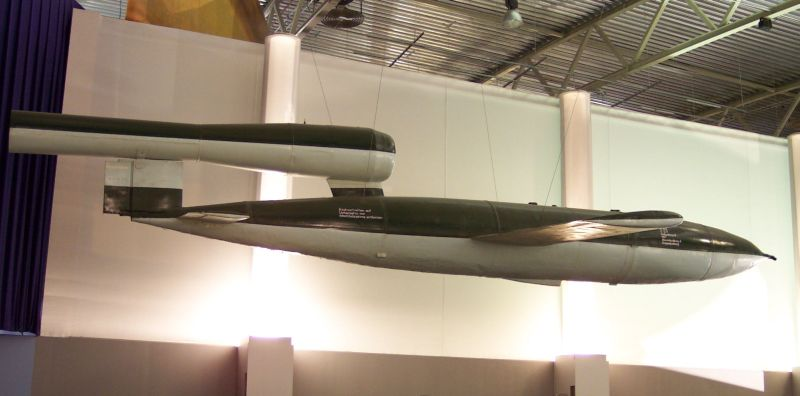
Fieseler Fi 103 aka
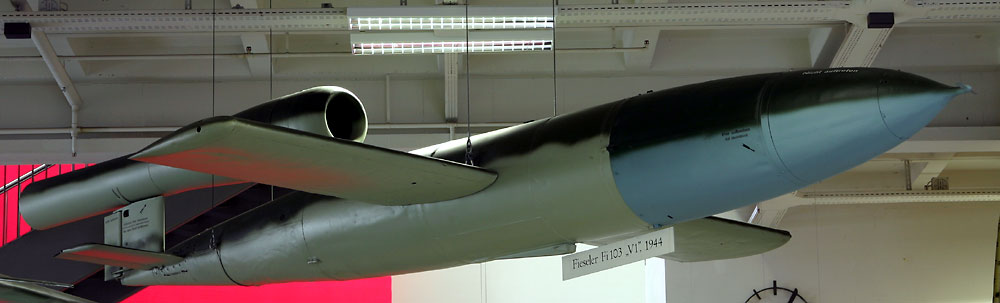
Museo alemán
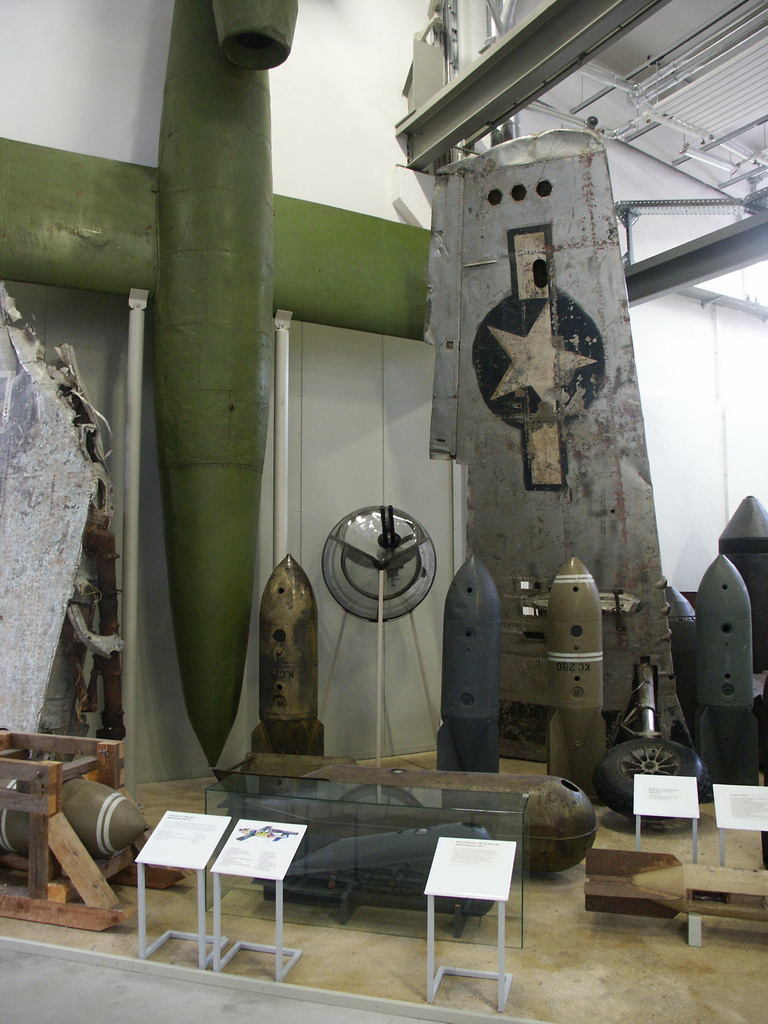
V-1 en el Museo del Ejército en Dresde, Alemania
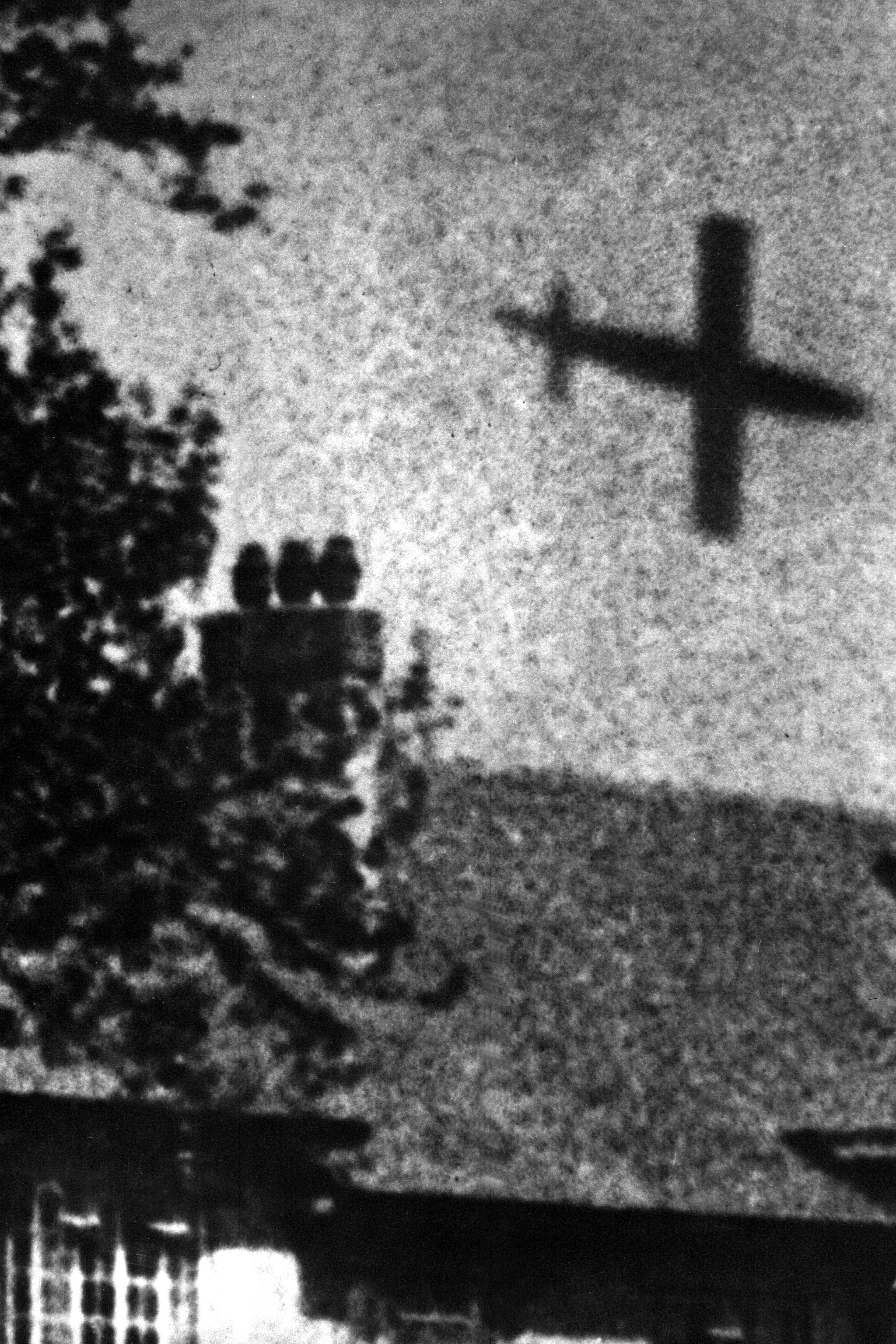
V1 sobre Londres ca. 1944.
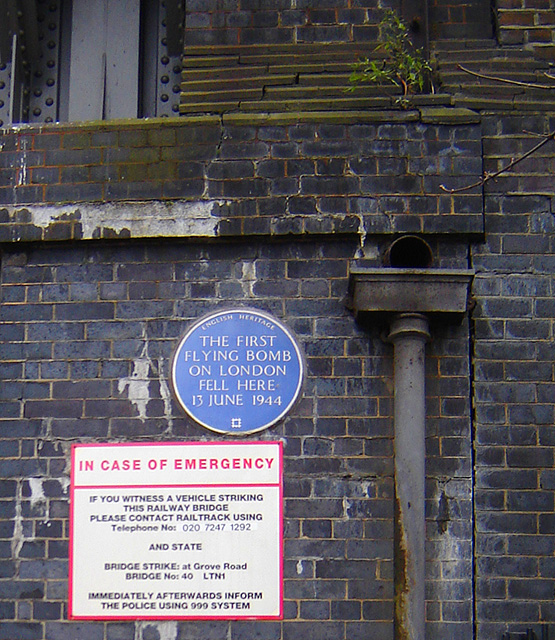
Placa en Grove Road railway bridge, Mile End, Tower Hamlets, Londres donde cayó la primera V1
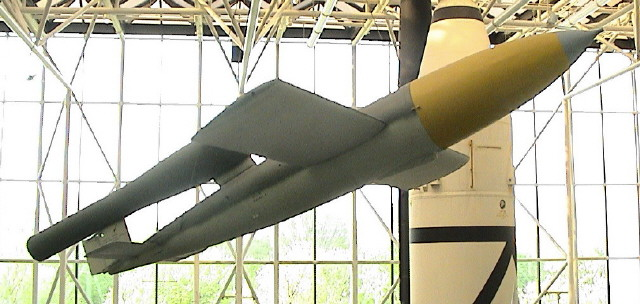
V-1 en el National Air & Space Museum
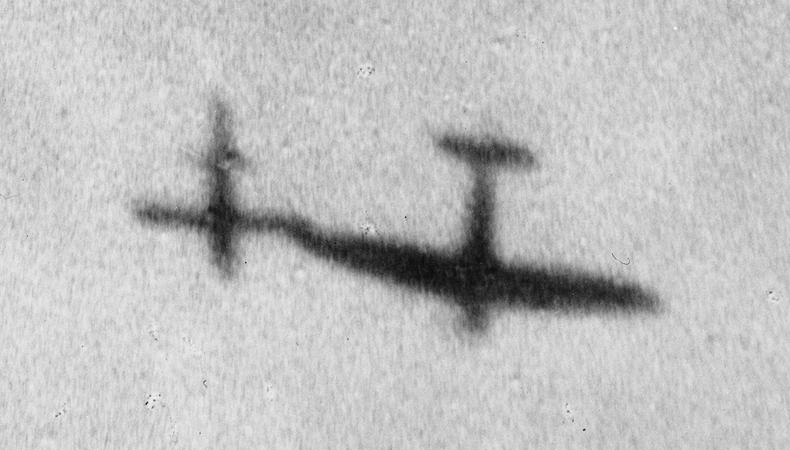
Un Spitfire (der.) usando su ala para enloquecer a los giroscopios de una V1 (izq).
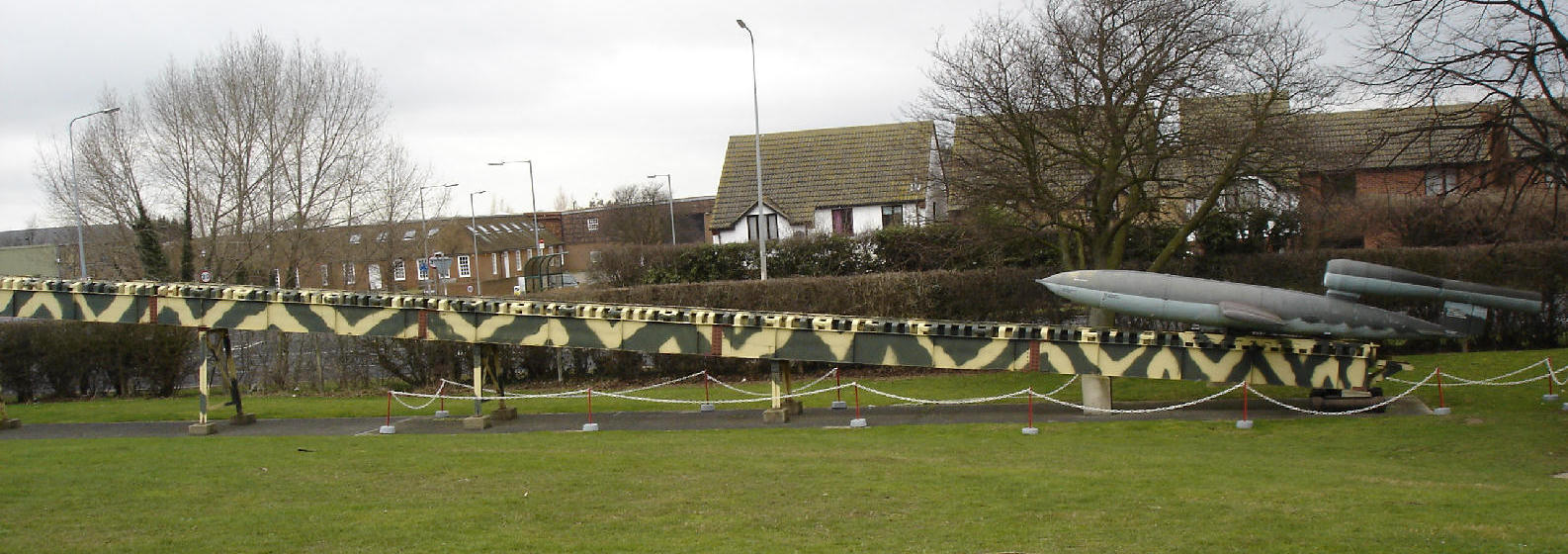
Un FZG-76 se exhibe en el Monumento conmemorativo de Guerra en Greencastle, Indiana.
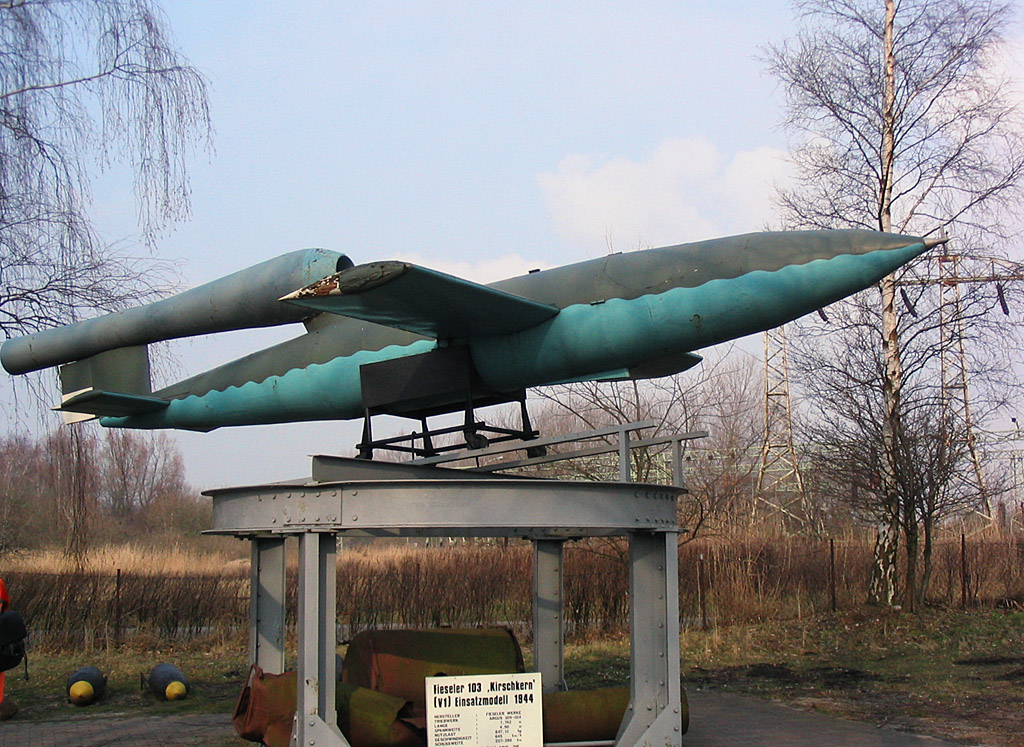
Centro informativo histórico y técnico de Peenemünde: modelo de V1 pintada en la versión de 1944
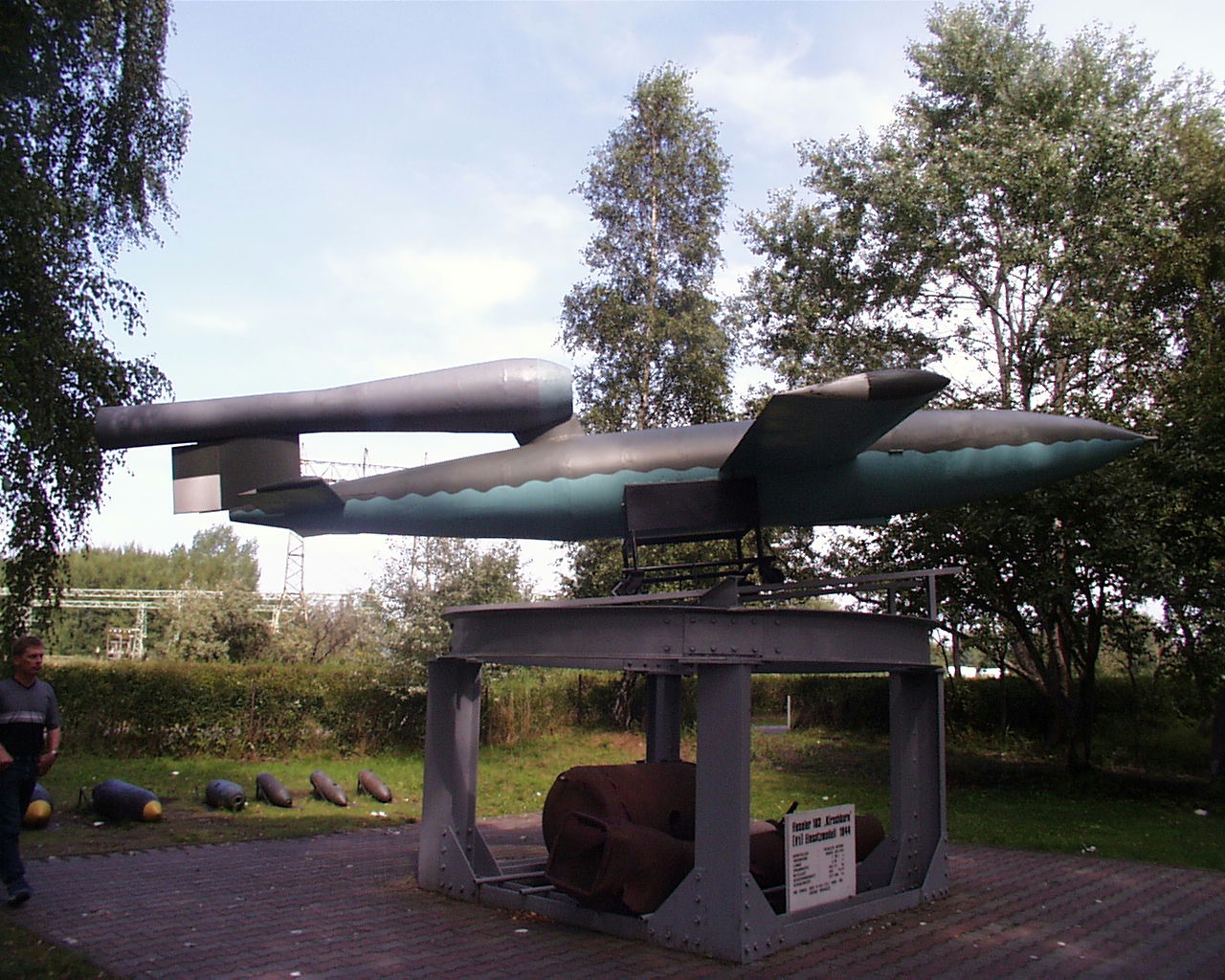
Centro informativo histórico y técnico de Peenemünde
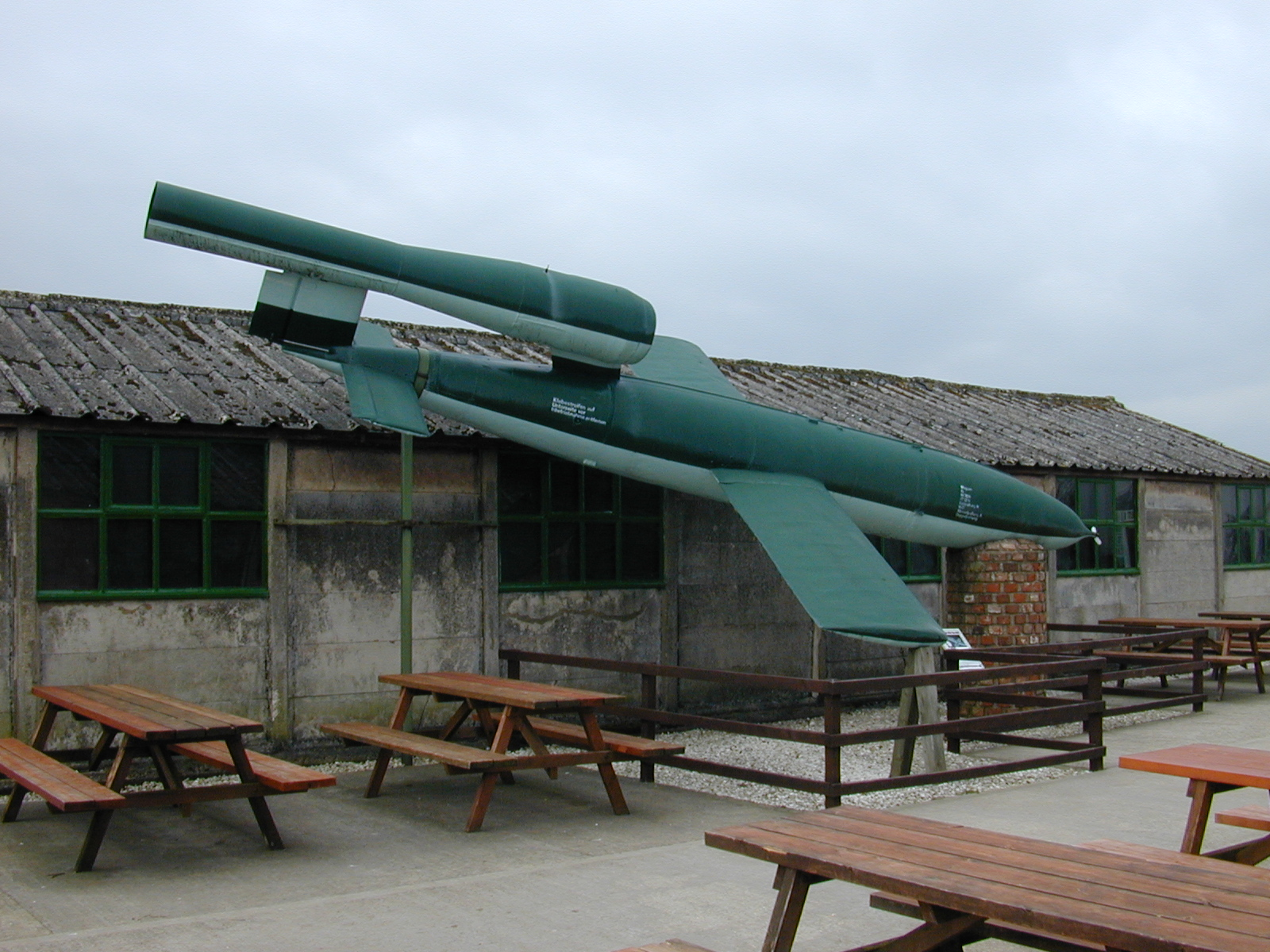
V1 en Edén Camp Museum.
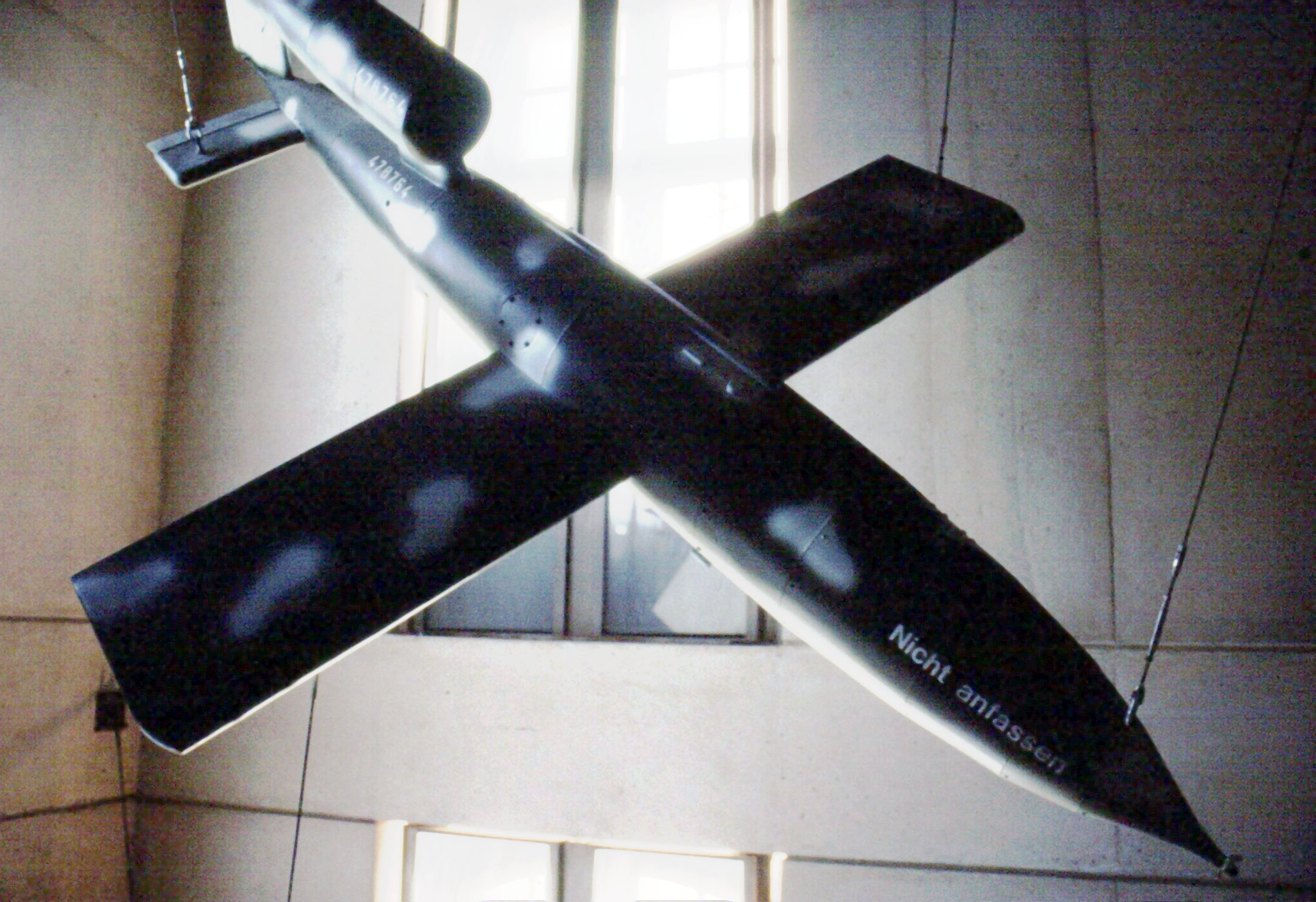
V1 en los Inválidos en París
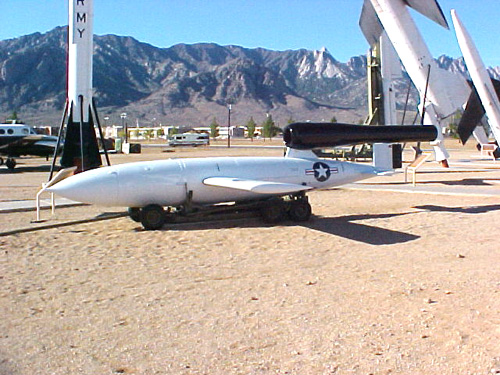
Loon - copia norteamericana de una V1
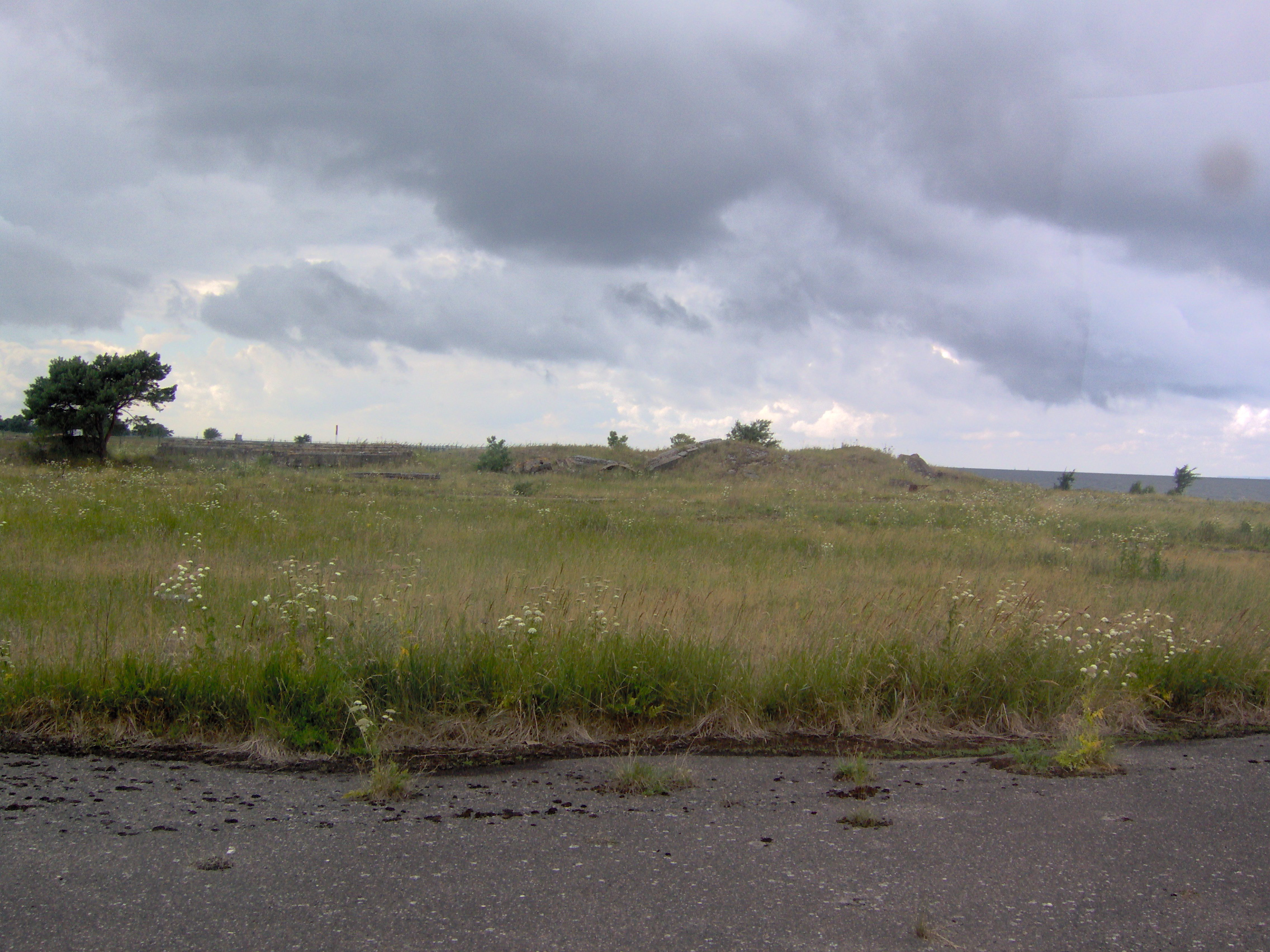
Restos de la rampa de lanzamiento en Peenemünde
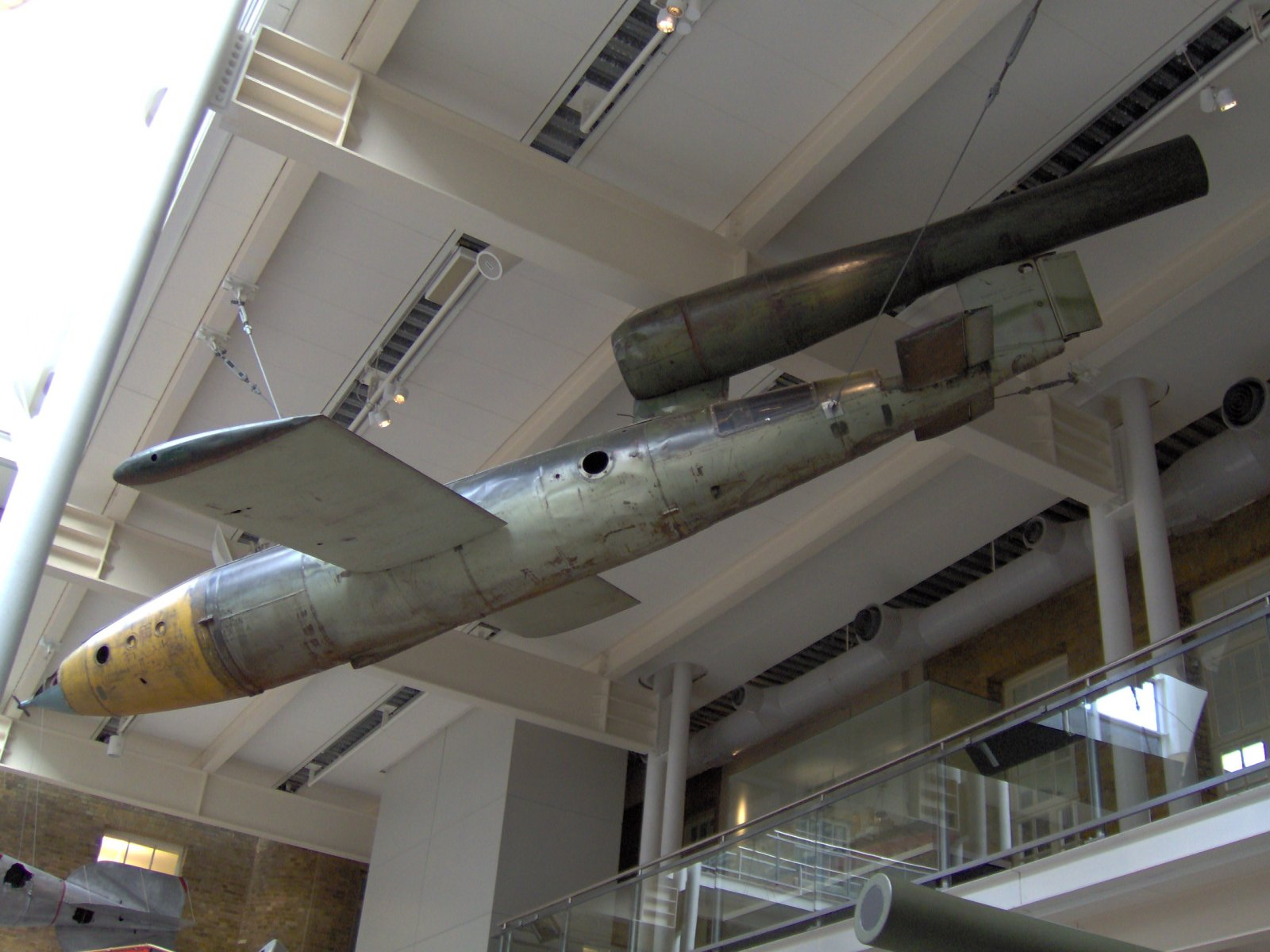
V1 en Imperial War Museum, Londres
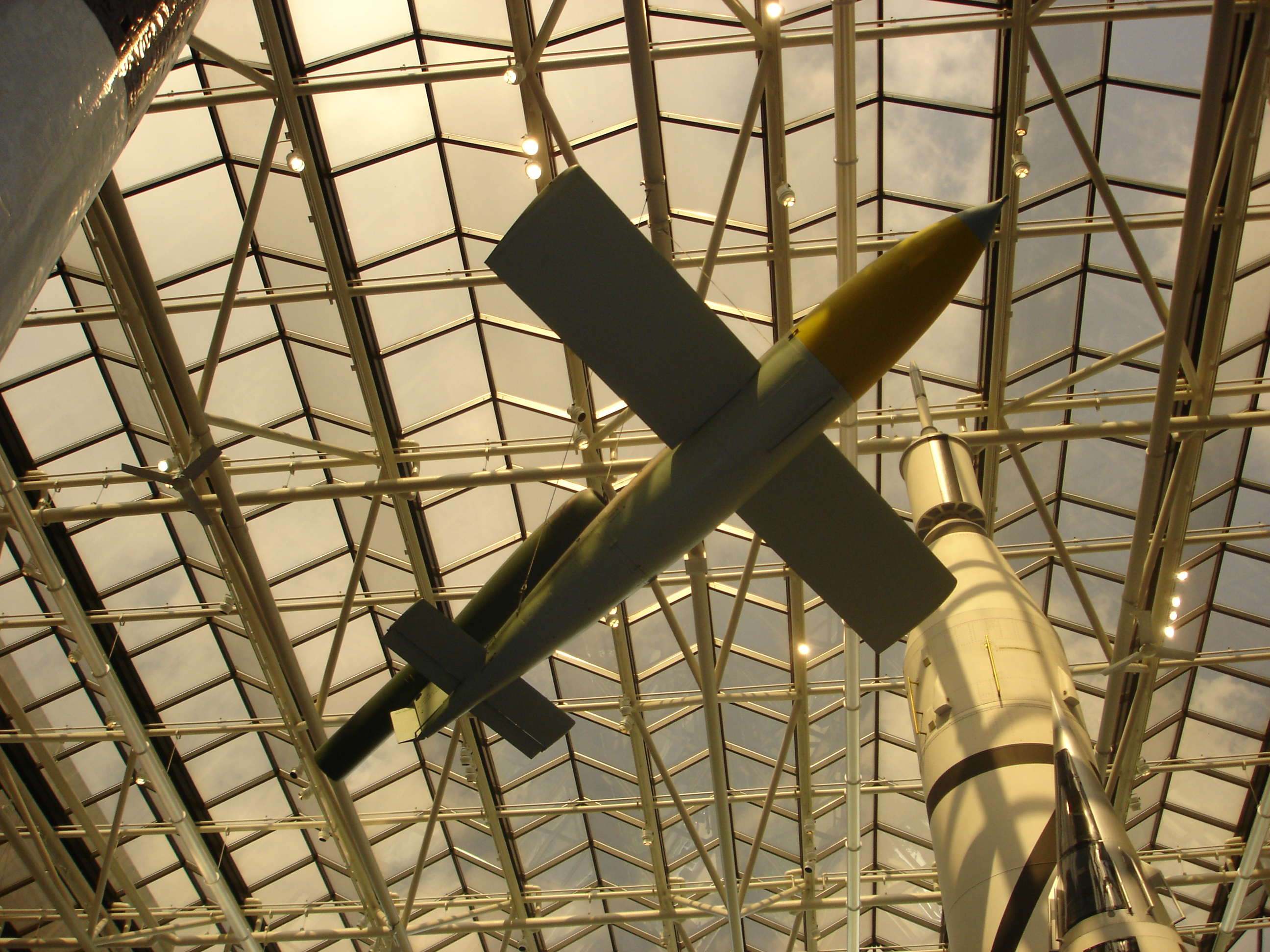
V1 en Washington
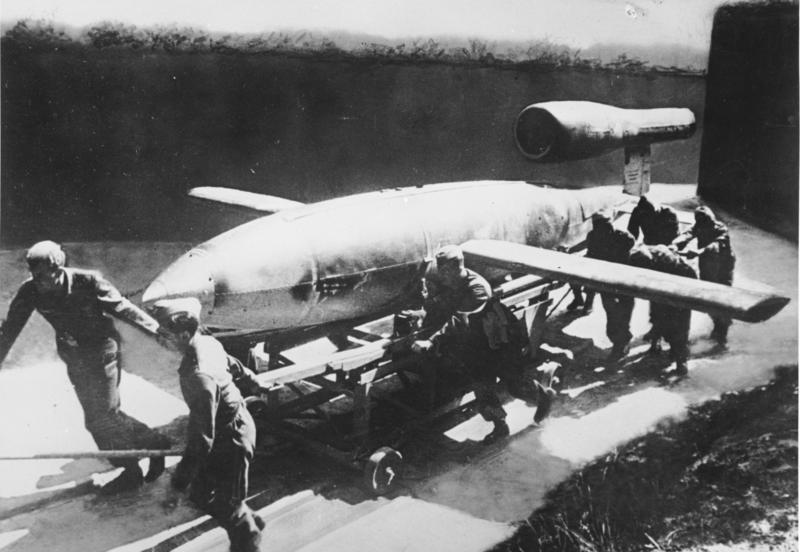
Soldados alemanes preparando el lanzamiento de una V1

## Véase también

Fieseler Fi 103.